# Arctosa keniana
Arctosa keniana este o specie de păianjeni din genul Arctosa, familia Lycosidae. A fost descrisă pentru prima dată de Roewer, 1960.
Este endemică în Congo. Conform Catalogue of Life specia Arctosa keniana nu are subspecii cunoscute.